# Lewis Addison Armistead

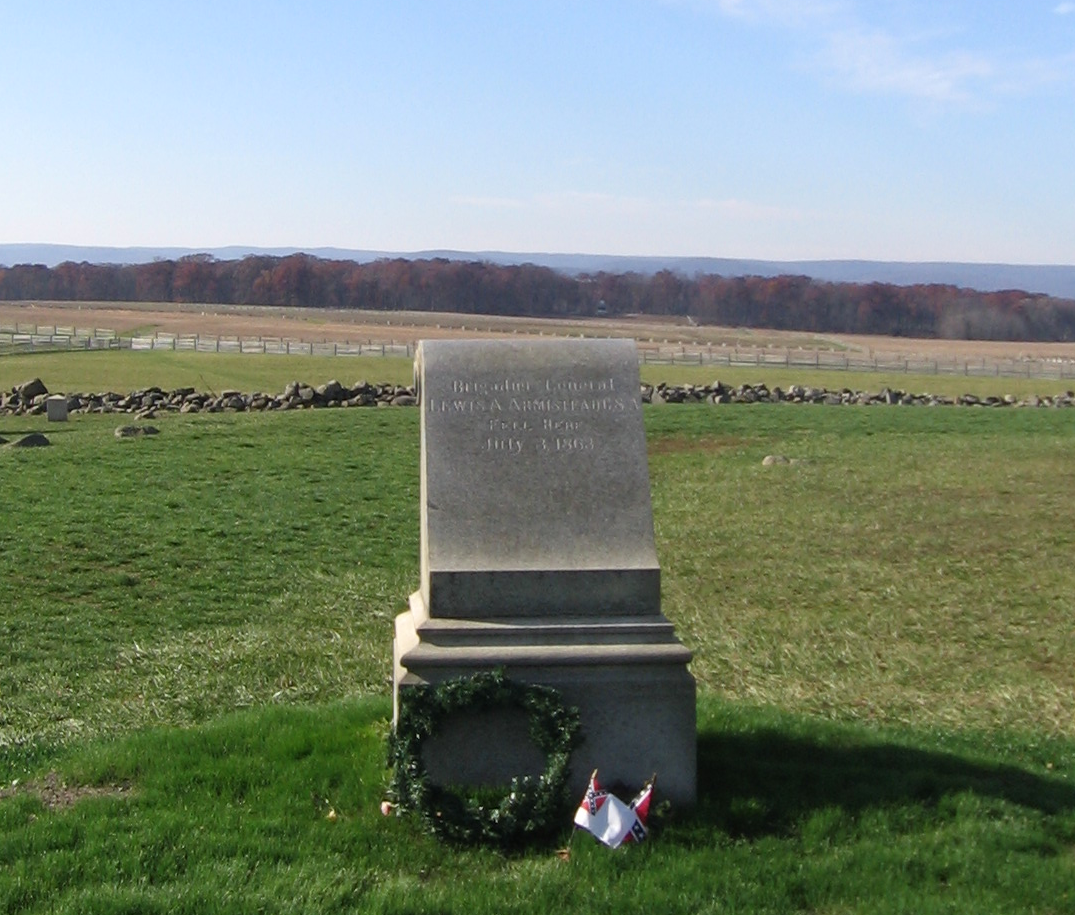
Ce monument marque approximativement le lieu où Armistead fut mortellement blessé. Le mur au second plan symbolise la ligne de défense de l'Union. Les positions confédérées se trouvaient au niveau des arbres, à l'arrière plan.

Lewis Addison Armistead (18 février 1817 - 5 juillet 1863) est un général de brigade confédéré durant la guerre civile américaine, mortellement blessé pendant la charge de Pickett lors de la bataille de Gettysburg.

## Jeunesse
Surnommé « Lo » par ses amis (en référence à Lothario (en) qui désigne un séducteur), il nait dans une famille influente. Son grand-père, John Stanly (en), a été membre de la Chambre des représentants, tandis que son père, Walker Keith Armistead est un officier respecté qui a servi, avec ses cinq frères, pendant la guerre de 1812. L'un des oncles de Lewis Armistead, George Armistead (en), était le commandant de Fort McHenry au moment de la bataille de Baltimore. C'est donc naturellement que le jeune homme entre à l'académie militaire de West Point. Il est toutefois obligé de la quitter après une dispute au cours de laquelle il a brisé une assiette sur la tête d'un autre cadet, Jubal Early,.

## Carrière militaire
Grâce à son père, il est nommé sous-lieutenant dans le 6e régiment d'infanterie le 10 juillet 1839. Il est promu lieutenant le 30 mars 1844. Il épouse Cecelia Lee Love, une cousine éloignée de Robert Lee, avec qui il a deux enfants. Il participe à la guerre américano-mexicaine et combat aux batailles de Contreras, de Churubusco, de Molino del Rey et de Chapultepec lors de laquelle il est blessé.
Après la guerre, son régiment est affecté dans le Kentucky. Il souffre d'érysipèle mais il se rétablit. Il est ensuite affecté à Fort Dodge en 1850. Sa femme meurt en décembre de cette même année de causes inconnues. Il se remarie en 1853 avec Cornelia Taliaferro Jamison qui meurt deux ans plus tard. Il est nommé capitaine le 3 mars 1855.
Entre 1855 et 1858, il est affecté à divers postes, au Nebraska et au Kansas. Son régiment est ensuite envoyé en Utah puis en Californie afin de rejoindre le territoire de Washington mais l'attaque des mojaves contre des convois civils le détourne de sa destination. Armistead prend donc part à la guerre mojave (en). Après quelques escarmouches, il participe à un accrochage plus important opposant cinquante de ses soldats à deux cents mojaves. Il remporte la victoire (trois soldats sont blessés et au moins vingt-trois mojaves tués) ce qui permet la signature d'un traité de paix.

## Guerre de Sécession
Au début de la guerre, Armistead est à la tête d'une petite garnison à San Diego. Il choisit de combattre pour la Confédération malgré l'amitié qui le lie à Winfield Scott Hancock dont il a été un temps l'aide de camp à Los Angeles. Lors d'une fête d'adieu juste avant son départ, il aurait dit à Hancock : « Adieu. Vous ne pouvez pas savoir ce que ça me coûte ».
Après avoir rejoint l'armée confédérée, il est rapidement promu colonel et placé à la tête du 57e régiment de Virginie au sein d'abord des troupes du département de Norfolk commandées par Benjamin Huger et ensuite dans l'armée de Virginie du Nord commandée par Joseph E. Johnston(p60). Il est promu brigadier général le 1er avril 1862 sans avoir participé à un combat. Il dirige une brigade lors de la bataille de Seven Pines où il est cité pour bravoure personnelle. Il participe à la bataille de Sept Jours, notamment à l'assaut sur Malvern Hill puis à la seconde bataille de Bull Run. Au cours de la campagne qui mène à la bataille d'Antietam, il est le Provost Marshal (chef de la police militaire) de Lee, un rôle difficile du fait de nombreuses désertions. Il est blessé au pied à Antietam et est placé aux défenses de Richmond le temps de pouvoir reprendre un service en campagne. Finalement, à la bataille de Fredericksburg, il est placé sous les ordres du général George Pickett et le restera jusqu'à la bataille de Gettysburg.
Lors de celle-ci, il arrive dans la soirée du 2 juillet 1863. Le lendemain, il mène sa brigade lors de la charge de Pickett et réalise la plus grande avancée de l'armée confédérée contre la ligne de défense de l'Union (High Water Mark of the Confederacy) mais il est mortellement blessé au cours de l'assaut et ses hommes sont repoussés par une violente contre-attaque des unionistes. Touché à trois reprises, l'état d'Armistead est d'abord jugé satisfaisant par le chirurgien qui l'examine. Les balles l'ont atteint au bras et au-dessus du genou mais n'ont pas touché d'os, de nerf ou d'artère. Lorsqu'il a été blessé, il aurait fait un signe maçonnique pour réclamer de l'aide. Un autre frère, combattant pour l'Union, le capitaine Henry H. Bingham, lui apporte son assistance et l'informe que son ami Hancock, qui dirige la défense de l'Union, a également été blessé. Il est transporté dans un hôpital de campagne où il meurt deux jours plus tard, vraisemblablement d'une septicémie.
Il est enterré à côté de son oncle George Armistead à Baltimore.

## Souvenir
L'aide apportée par Bingham à Armistead est commémorée par le Friend to Friend Masonic Memorial (en).
Dans le film Gettysburg, son rôle est joué par l'acteur Richard Jordan qui est mort peu de temps après la fin du tournage. Bingham n'y apparait pas : c'est le frère de Joshua Chamberlain, Thomas, qui vient en aide à Armistead.